# Unzial 080
Unzial 080 (in der Nummerierung nach Gregory-Aland, von Soden ε 20) ist ein Fragment einer griechischen Evangelienhandschrift des Neuen Testaments. Sie wird paläographisch auf das 6. Jahrhundert datiert.
Erhalten sind zwei purpurgefärbte Pergamentblätter, die mit goldener Tinte beschrieben sind und Teile aus dem Evangelium nach Markus, 9 und 10 enthalten. Der Text ist zweispaltig in 18 Zeilen geschrieben.
Die Buchstaben sind große Unzialen, ähnlich denen des Codex Petropolitanus Purpureus.
Die ursprünglichen Maße und der Texttyp der Handschrift sind nicht zu erkennen.
Die Handschrift wurde 1850 durch den russischen Forscher Porphyrius Uspenski in Ägypten gefunden. Heute befindet sich ein Blatt in der Russischen Nationalbibliothek in St. Petersburg, Signatur Cod. 275,3, und eines im Griechisch-Orthodoxen Patriarchat von Alexandria, Ms. 496.